# 문부식 (운동가)
문부식(文富軾, 1959년 ~ )은 대한민국의 학생운동가이자, 사회운동가로, 전 진보신당 대변인이었다. 부산광역시에서 태어났다.

## 개요
문부식은 유복한 군인 집안으로, 아버지 문경삼은 육사 8기로 김종필과 동기였으나 1959년 부조리와 이승만 정권에 환멸을 느끼고 대령으로 전역했다.
부산 고신대 신학과에 재학 중이던 1982년 3월 18일, 전두환 독재 정권과 미국의 묵인 하에 이루어진 광주항쟁의 진상을 알리겠다며 부산 미국문화원에 방화했다. 이 사건으로 동아대학교 학생 1명이 사망하고 동 대학 학생 3명이 중경상을 입었다. 당시 정부에서는 이 사건을 불순세력의 사주에 의한 것으로 규정하여 문부식에게 사형을 선고했다. 6년 9개월만인 1988년 12월 석방되었으나, 7개월 후 한미문제연구소 사건으로 다시 구속되어 1년 6개월 형을 받고 만기출소했다.
김은숙과는 1980년 복학하면서 고신대학교 같은 3학년 학생으로 서로 사귀게 되었다. 방화후 각각 군입대 및 노동현장으로 갈 계획이였으나 사건이 의외로 커지고 3월 20일 서정화 내무부장관의 강경한 담화가 발표되자 둘은 일단 도피하기로 했다. 우선 천주교정의구현전국사제단의 지학순 주교에게 갈 목적으로 3월 20일 밤차를 타고 21일 원주에 도착했으나 해외출장 중으로 만날 수 없어 원주교육원의 최기식 신부에게 찾아갔다. 1982년 4월 1일 자수를 두 시간 앞두고 최기식 신부에게 부탁해 성단관리인 문길환과 원주에서 치악산 서점을 경영하던 김영애와 김현장을 증인으로 세우고 김은숙과 결혼식을 대신한 예식을 올렸다.

## 경력
1995년부터 출판일을 시작해, 도서출판 삼인의 주간과 계간 당대비평의 편집위원을 거쳐 꾸리에 출판사 비상근 기획위원으로 일했다.
2011년 12월 5일부터 2011년 12월 30일까지 진보신당 대변인으로 일했다.
2013년 7월 격월간지 <말과활>을 창간했다.

## 논란

### 조선일보 관련
2002년 7월 12일 조선일보와 인터뷰를 통해 <동의대 사건 민주화 인정은 납득할 수 없다>는 제목으로  <잃어버린 기억을 찾아서-광기의 시대를 생각함>(삼인)의 내용을 소개하면서, “민주화보상심의위원회가 지난 4월 동의대 사건 관련자 46명에 대해 화재 진상규명을 하기에 앞서 민주화운동 관련자로 인정한 것은 성급한 것”이라고 비판하고 “민주화운동 인정 여부는 공론 영역에서 충분한 논의를 통해 설득력을 갖추고 사회적 합의를 거쳐 이뤄져야 한다”고 주장하여 발표 매체 및 내용을 둘러 싸고 민주화 운동가들 사이에 논란이 되었다.
이후 같은 매체에 2003년 2월 4일 '슬픔에 관하여- 겨울, 광화문 단상'을 기고하여 광화문의 촛불의 의미를 부정하고 폄하한다는 비난을 받았다.

### 택시기사 폭행 사건
2011년 12월 29일 택시기사 폭행 및 경찰서 공공기물을 파손하여 진보신당 대변인 직에서 자진 사퇴했다. 당시 언론에는 문부식이 "자신을 알아보지 못한다"는 이유로 택시기사를 폭행했다고 전해졌지만 이는 사실이 아닌 것으로 드러났다. 당 택시기사 이**씨는 "문 대변인이 홍대 앞에서 택시를 탔는데 만취가 돼 있었다. 택시를 타는 곳에 배웅을 나온 사람들과 앞선 술자리에서 괴로운 얘기들이 오간 것 같았다. 그런데, 일산으로 가는 중간에 문 대변인이 나를 아까 술자리에 함께 있던 사람으로 오해했던 것 같다. 운전을 하고 있는데 중간에 갑자기 '00야, 네가 왜 운전을 하고 있냐', '지금 어디로 가는거냐', ' 00야, 네가 왜 택시를 몰고 있냐'고 하다가 (별다른 대답이 없거나 본인의 생각과 다른 대답이 나오자) 갑자기 뒤에서 얼굴을 때렸다"라고 증언했다.
김
진보신당은 즉시 문부식을 대변인직에서 해임했고, 홍세화 대표가 택시기사와 해당지구대를 직접 방문해 사과의 뜻을 전했다. 당 택시기사는 사정을 이해하고 "언론에 보도가 된 것이 너무 안타깝다"고 밝혔으며, "당대회에도 참석하겠다"는 의사를 보였다.

## 시집
- 문부식 (1993). 《꽃들》. 푸른숲. ISBN 8971840420.

## 수필집
- 문부식 (2002). 《잃어버린 기억 을 찾아서: 광기 의 시대를 생각함》. 삼인. ISBN 8987519686.

## 방송 출연
- KBS 《이것이 인생이다》 미 문화원사건 문부식씨의 잃어버린 시간들 (1998년 8월 20일 방송)